# Bertrand Bontoux
Pour les articles homonymes, voir Bontoux.
Bertrand Bontoux, né en 1967, est un artiste lyrique (basse) français. 

## Formation et prix
Après douze années d’étude de piano, il s’est orienté vers une carrière de chanteur, d'abord sous la direction de Claude Calès à l'École normale de musique de Paris, où il obtient deux diplômes d’art lyrique et de concertiste, puis  au Conservatoire national supérieur de musique et de danse de Paris, sous la direction de Peter Gottlieb. En 1992, il obtient le Premier Prix du Concours international des « Maîtres du chant français », ainsi que le prix "Darius Milhaud". En 1994, il reçoit les prix "Gounod" et "Duparc" au concours du Triptyque. 

## Rôles et créations
Soliste international, il a chanté en solo les Requiems de Liszt (enregistrés en 1989 sous la dir. d’Yves Parmentier), Verdi, Fauré, Mozart (sous la dir. de Bertrand de Billy), et Cimarosa (enregistré en 1995) ; la Cantate IV et La Passion selon saint Jean de Bach ; Les Sept dernières paroles du Christ en croix de Haydn (sous la dir. de Valérie Fayet) ; la Messe en ut, les Vêpres solennelles d’un confesseur et la Messe du couronnement de Mozart ; le Stabat Mater de Rossini ; le Te Deum et la Messe en ré de Dvořák ; la Fantaisie pour piano, chœur et orchestre et la Neuvième Symphonie de Beethoven ; la Missa di Gloria de Puccini ; Le Messie de Haendel ; et le Psaume 42 de Mendelssohn.
Sur scène, il interprète Arkel dans Pelléas et Mélisande de Debussy, au festival de Loches de 1990, rôle qu'il reprend et enregistre au Théâtre impérial de Compiègne en 1999, 2000 et 2002, avant de l’interpréter à Londres en 2003. En 1991, il est Sarastro dans La Flûte enchantée de Mozart sous la dir. de Jean-Pierre Loret. Il a également interprété Bartolo dans Les Noces de Figaro ; L’Arbre et le Fauteuil dans ''L’Enfant et les sortilèges'' de Ravel (sous la dir. de Manuel Rosenthal) ; le Beau-père dans Le pauvre matelot de Milhaud (sous la dir. de Jean-Sébastien Bereau) ; Banquo dans Macbeth de Verdi (sous la dir. de Claude Schnitzler au festival de Saint-Céré en 1992). 
À l'Opéra de Massy, il interprète Frère Laurent dans Roméo et Juliette de Gounod, dans une mise en scène d'Albert André Lheureux, puis Monterone dans Rigoletto.
Il fait ses débuts à l'Opéra Garnier dans Hyppolyte et Aricie de Rameau, dans lequel il interprète la Troisième Parques, sous la direction de William Christie. 
Il a également joué en 2002 le rôle d'Antinoo dans Il ritorno d'Ulisse in patria de Monteverdi sous la direction de W. Christie. Mis en scène en 2000, dans le cadre du Festival international d'art lyrique d'Aix-en-Provence, par Adrian Noble, cet opéra a fait l'objet d'une grande tournée de février à juin 2002 (Paris, Lausanne, New-York, Londres, Vienne...) et d'un DVD, sorti en 2004. 
« Pilier » et soliste du Chœur de chambre Accentus (sous la dir. de Laurence Equilbey), il se fait également remarquer grâce à des récitals (mélodies avec Serge Zapolski, mélodies russes avec Nikolaï Maslenko). Sensible à l’art contemporain, il est le créateur de pièces de Denis Dufour et Florence Baschet. Il forme avec Jean-Loup Pagesy et Claude Massoz le "Trio des Trois Basses". 
Régulièrement, enfin, il forme, avec l'organiste Bertrand Ferrier, un duo original orgue-voix ou piano-voix, tantôt classique, tantôt comique. En juin 2006, ils ont donné une série de récitals remarqués au Théâtre du Tambour Royal (Paris XIe arrondissement).
Parmi ses derniers enregistrements, on compte un Te Deum de Charpentier, sous la dir. de William Christie et, sous la dir. d’Olivier Opdebeeck, les Vêpres de Legrenzi, ainsi que la Messe d'Alexandre Guilmant, avec l'ensemble Cori Spezzati, qui est paru chez Triton.